# Robert Goupil (capitaine)
 (août 2023).
Si vous disposez d'ouvrages ou d'articles de référence ou si vous connaissez des sites web de qualité traitant du thème abordé ici, merci de compléter l'article en donnant les références utiles à sa vérifiabilité et en les liant à la section « Notes et références ».
Pour les articles homonymes, voir Goupil.
Robert Goupil, né le 18 août 1921 à Paris et tombé au combat le 26 septembre 1951 lors de la bataille de Crèvecœur en Corée, est un militaire français ayant combattu près de neuf ans en Indochine, d'abord pendant la Seconde Guerre mondiale, puis durant la Guerre d'Indochine. Rapatrié en métropole en 1950, il rejoint le Bataillon français de l'ONU et prend part à la Guerre de Corée.

## Biographie

### Origines
Robert Goupil naît le 18 août 1921 à Paris. Il est le fils du colonel du Génie Louis Goupil. Il rentre au lycée Hoche de Versailles en 1938, puis rejoint l'École spéciale militaire de Saint-Cyr en 1939 à l'âge de 18 ans. Il est alors le plus jeune de la promotion Amitié Franco-Britannique (1939-1940), composée de 762 membres. Six mois après son entrée à l'ESM, le 20 mars 1940, l'École est déplacée à Aix-en-Provence. Nommé sous-lieutenant, il s'engage au sein d'un Bataillon de tirailleurs sénégalais des troupes coloniales, avant de réintégrer l'École déplacée pour y continuer sa formation, en novembre 1940. Au début de l'année 1941, devenu lieutenant, il est affecté en Indochine.

### Seconde Guerre mondiale
Robert Goupil combat en Indochine pendant l'entièreté de la Seconde Guerre mondiale. Engagé au sein des 3e et 4e Régiments de Tirailleurs Tonkinois, il s'oppose aux rebelles annamites et japonais dans le nord de l'Indochine, dans le secteur de Lang Son, puis à la frontière chinoise, le long de la route coloniale 4. Le 2 avril 1945, il est blessé par une rafale de mitrailleuse qui perfore son bras gauche et son poumon. Brancardé au sein de la colonne Alessandri, il est pris en charge au sein d'un hôpital américain à Kunming, puis envoyé en Birmanie. Après un court service au sein de l'état-major de l'amiral d'Argenlieu, il intègre le Corps léger d'intervention destiné à rejoindre Saïgon, au sein d'un commando léger du 5e Régiment d'Infanterie Coloniale. Il débarque à Saïgon le 17 décembre 1945.

### Indochine
Dès son arrivée à Saïgon, le lieutenant Goupil et le 2e commando léger du 5e RIC participent à des opérations de nettoyage au nord de la ville. Ils poursuivent ensuite leur campagne au Laos dès février 1946. Goupil combat sur la route coloniale 13, au nord de Paksé, et participe à la prise des villes de Savannakhet et de Thakhek. À la suite de cette contribution, il est cité à l'ordre du Corps d'Armée pour son "audacieuse rapidité qui ne laisse aux rebelles étonnés que le choix entre la fuite ou la mort et le rendit maître, presque sans pertes, de cette zone solidement défendue". Le commando léger poursuit sa campagne jusqu'au nord du Laos, où Robert Goupil contribue à la libération de la région de Nape, à la frontière chinoise.
Après un court séjour en métropole au court duquel Goupil est promu capitaine, il prend en juin 1947 le commandement de la deuxième compagnie du 21e Régiment d'Infanterie Coloniale, située au nord-est du Vietnam, au sein de la ville de Dong Dang, sur la Route Coloniale 4. Il parvient à y maintenir la tranquillité malgré les actions croissantes du Vietminh sur les villages dont il est responsable. Pour cela, il est nommé Chevalier de la Légion d'Honneur en 1948.
Il rentre en métropole en 1950 et sert quelques mois au 3e Régiment d'Infanterie Coloniale. Cependant, il se porte rapidement volontaire pour s'engager à nouveau en Extrême-Orient, cette fois au sein du Bataillon français de l'ONU, en Corée, sous les ordres du général Monclar.

### Guerre de Corée
En décembre 1950, le capitaine Goupil prend le commandement de la compagnie ROK (Republic of Korea), dont il soutient la création pour s'adapter au format américain de Regimental Combat Team du 23e Régiment d'Infanterie américain, unité à laquelle il est intégré. Fin janvier 1951, la compagnie est prête à être engagée au sein du Bataillon, au sein de la 2e Division d'Infanterie américaine.
En février 1951, le capitaine Goupil combat pour la première fois à la tête de sa compagnie lors de la bataille de Twin-Tunnels. Il y envoie ses hommes pour soutenir la 3e compagnie en difficulté, permettant au Bataillon d'obtenir la victoire. Il s'illustre ensuite durant les batailles de Chipyong-ni, de la côte 1037, d'Inje, de Putchaetul, et de Bloody Hill. À la suite de la bataille d'Inje, sa compagnie ROK fusionne avec la 2e compagnie, dont il prend le commandement.

#### Bataille de Crèvecœur et disparition
Le 16 septembre 1951, la bataille de Crèvecœur débute. Les combats qui se sont déroulés sur la montagne sont connus du Bataillon pour les pertes importantes qu'ils ont causés. Le général Monclar dit alors aux soldats du Bataillon : "Vous pourrez dire à vos anciens que vous avez vécu quelque chose qui ressemble à Verdun !". Le 26 septembre, après plusieurs jours de tentatives d'assauts réprimées par l'artillerie et la résistance chinoise et nord-coréenne, il est décidé que l'offensive française doit reprendre le 26 septembre après une âpre préparation d'artillerie. Pour la compagnie du capitaine Goupil, cela revient à s'emparer de la côte 931, en face de la crête sur laquelle il se situe.

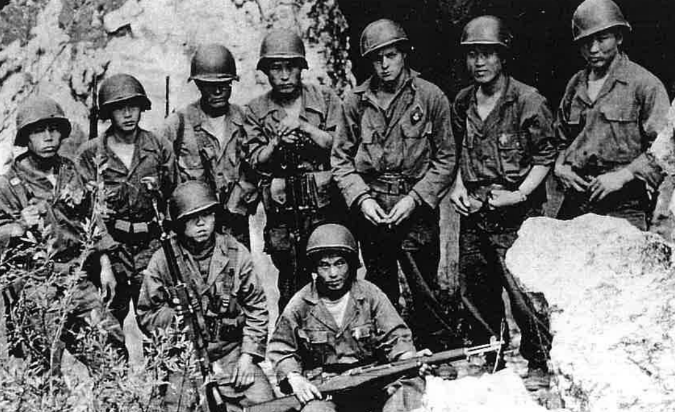
Groupe de soldats ROK de la 2e compagnie du Bataillon français de l'ONU, 1952.

Dans la matinée du 26 septembre, il est proposé à titre exceptionnel au grade de chef de bataillon. Alors que la préparation d'artillerie demeure insuffisante, les troupes françaises se trouvent en grande difficulté, ce que le capitaine Goupil impute aux communications défaillantes et à un manque d'observations directes sur les positions ennemies. Il traverse alors les rangs de sa compagnie, récupère deux sous-officiers français et un officier observateur américain, et décide de grimper sur la crête afin d'obtenir de meilleures vues et guider l'artillerie alliée. Il prévient par son indicatif radio "Yvonne" qu'il grimpe. À 15h15, une salve de mortiers s'abat sur sa position et le tue. La radio annonce alors : "Yvonne en personne ne répond plus. Yvonne en personne vient d'être tué".
Le soir même, le général Monclar épingle sur la poitrine du capitaine Goupil, surnommé par ses hommes "l'Archange", la croix d'Officier de la Légion d'Honneur.

## Hommages et distinctions

### Hommages
- Un pont a été construit par la compagnie B du 2e Bataillon de Génie de la 2e Division d'Infanterie américaine (à laquelle le bataillon de Corée était rattaché) dans la région de Kapyong en décembre 1951.
- Le quartier de la garde républicaine de Saint-Germain-en-Laye porte le nom de "Quartier Capitaine Goupil" depuis le 9 janvier 1953. Ce bâtiment du XIXe siècle avait abrité de juin 1951 à janvier 1953 le centre d'instruction du Bataillon français de l'ONU. En 1966, il fut affecté au régiment de cavalerie de la garde républicaine.
- La 209e promotion de l'École spéciale militaire de Saint-Cyr, baptisée le 22 juillet 2023, porte son nom (2022-2025).

### Distinctions françaises
- Officier de la Légion d'honneur (à titre posthume par le général Monclar)
- Croix de guerre 1939-1945 (deux citations)
- Croix de guerre des Théâtres d'opérations extérieurs (sept citations).

### Distinctions étrangères
- Bronze Star Medal (agrafe V), (1951-07-16)
- Silver Star Medal (à titre posthume), (1951-09-29)
- Médaille coréenne de l'ordre du mérite militaire Ch'ungmu (avec étoile d'argent), (1952-10-23)